# Wimbledon 1985
De 99e editie van het Britse grandslamtoernooi, Wimbledon 1985, werd gehouden van maandag 24 juni tot en met zondag 7 juli 1985. Voor de vrouwen was het de 92e editie van het graskampioenschap. Het toernooi werd gespeeld bij de All England Lawn Tennis and Croquet Club in de wijk Wimbledon van de Britse hoofdstad Londen.
Op de eerste zondag tijdens het toernooi (Middle Sunday) werd traditioneel niet gespeeld.
Het toernooi van 1985 trok 397.983 toeschouwers. De All England Lawn Tennis and Croquet Club boekte met het toernooi van 1985 een winst van 6,37 miljoen pond (ruim 23 miljoen gulden).

## Belangrijkste uitslagen
Mannenenkelspel

Finale: Boris Becker (Duitsland) won van Kevin Curren (Zuid-Afrika) met 6-3, 6-7, 7-6, 6-4
Vrouwenenkelspel

Finale: Martina Navrátilová (Verenigde Staten) won van Chris Evert-Lloyd (Verenigde Staten) met 4-6, 6-3, 6-2
Mannendubbelspel

Finale: Heinz Günthardt (Zwitserland) en Balázs Taróczy (Hongarije) wonnen van Pat Cash (Australië) en John Fitzgerald (Australië) met 6-4, 6-3, 4-6, 6-3
Vrouwendubbelspel

Finale: Kathy Jordan (Verenigde Staten) en Elizabeth Smylie (Australië) wonnen van Martina Navrátilová (Verenigde Staten) en Pam Shriver (Verenigde Staten) met 5-7, 6-3 en 6-4. Jordan en Smylie verbraken daarmee de ononderbroken reeks van 109 gewonnen dubbelspelpartijen van Navrátilová en Shriver sinds 13 juni 1983.
Gemengd dubbelspel

Finale: Martina Navrátilová (Verenigde Staten) en Paul McNamee (Australië) wonnen van Elizabeth Smylie (Australië) en John Fitzgerald (Australië) met 7-5, 4-6, 6-2
Meisjesenkelspel

Finale: Andrea Holíková (Tsjecho-Slowakije) won van Jenny Byrne (Australië) met 7-5, 6-1
Meisjesdubbelspel

Finale: Louise Field (Australië) en Janine Thompson (Australië) wonnen van Elna Reinach (Zuid-Afrika) en Julie Richardson (Nieuw-Zeeland) met 6-1, 6-2
Jongensenkelspel

Finale: Leonardo Lavalle (Mexico) won van Eduardo Vélez (Mexico) met 6-4, 6-4
Jongensdubbelspel

Finale: Agustín Moreno (Mexico) en Jaime Yzaga (Peru) wonnen van Petr Korda (Tsjecho-Slowakije) en Cyril Suk (Tsjecho-Slowakije) met 7-6, 6-4

## Toeschouwersaantallen en bezoekerscapaciteit
|           |        | Eerste week |         | Tweede week |
| --------- | ------ | ----------- | ------- | ----------- |
| Maandag   |        | 29.389      |         | 37.886      |
| Dinsdag   | 28.165 | 38.577      |         |             |
| Woensdag  | 32.379 | 33.592      |         |             |
| Donderdag | 36.709 | 25.304      |         |             |
| Vrijdag   | 37.121 | 21.837      |         |             |
| Zaterdag  | 35.234 | 21.671      |         |             |
| Zondag    | –      | 20.119      |         |             |
| Totaal    |        | 397.983     | 397.983 | 397.983     |

|  | = slecht weer (meer dan twee uur niet gespeeld) |
|  | = gehele dag niet gespeeld, vanwege de regen    |

| Baan                           | Zitplaatsen                    | Staanplaatsen                  |                                | Baan                           | Zitplaatsen   |
| ------------------------------ | ------------------------------ | ------------------------------ | ------------------------------ | ------------------------------ | ------------- |
| Centre Court                   | 12.433                         | 2.000                          |                                | Court No. 9                    | –             |
| Court No. 1                    | 6.340                          | 1.500                          | Court No. 10                   | –                              |               |
| Court No. 2                    | 2.226                          | 1.000                          | Court No. 11                   | –                              |               |
| Court No. 3                    | 800                            | –                              | Court No. 12                   | –                              |               |
| Court No. 4                    | –                              | –                              | Court No. 13                   | 1.450                          |               |
| Court No. 5                    | –                              | –                              | Court No. 14                   | 1.254                          |               |
| Court No. 6                    | 250                            | –                              | Court No. 15                   | –                              |               |
| Court No. 7                    | 250                            | –                              | Court No. 16                   | –                              |               |
| Court No. 8                    | –                              | –                              | Court No. 17                   | –                              |               |
| Totaal zitplaatsen             | Totaal zitplaatsen             | Totaal zitplaatsen             | Totaal zitplaatsen             | Totaal zitplaatsen             | 25.003        |
| Totaal staanplaatsen           | Totaal staanplaatsen           | Totaal staanplaatsen           | Totaal staanplaatsen           | Totaal staanplaatsen           | 4.500         |
|                                |                                |                                |                                |                                |               |
| Bezoekerscapaciteit tennispark | Bezoekerscapaciteit tennispark | Bezoekerscapaciteit tennispark | Bezoekerscapaciteit tennispark | Bezoekerscapaciteit tennispark | 31.000-32.000 |

1877 · 1878 · 1879 · 1880 · 1881 · 1882 · 1883 · 1884 · 1885 · 1886 · 1887 · 1888 · 1889 · 1890 · 1891 · 1892 · 1893 · 1894 · 1895 · 1896 · 1897 · 1898 · 1899 · 1900 · 1901 · 1902 · 1903 · 1904 · 1905 · 1906 · 1907 · 1908 · 1909 · 1910 · 1911 · 1912 · 1913 · 1914 · 1915–1918 · 1919 · 1920 · 1921 · 1922 · 1923 · 1924 · 1925 · 1926 · 1927 · 1928 · 1929 · 1930 · 1931 · 1932 · 1933 · 1934 · 1935 · 1936 · 1937 · 1938 · 1939 · 1940–1945 · 1946 · 1947 · 1948 · 1949 · 1950 · 1951 · 1952 · 1953 · 1954 · 1955 · 1956 · 1957 · 1958 · 1959 · 1960 · 1961 · 1962 · 1963 · 1964 · 1965 · 1966 · 1967
↓ open tijdperk ↓
1968 (m-v-md-vd-gd) · 1969 (m-v-md-vd-gd) · 1970 (m-v-md-vd-gd) · 1971 (m-v-md-vd-gd) · 1972 (m-v-md-vd-gd) · 1973 (m-v-md-vd-gd) · 1974 (m-v-md-vd-gd) · 1975 (m-v-md-vd-gd) · 1976 (m-v-md-vd-gd) · 1977 (m-v-md-vd-gd) · 1978 (m-v-md-vd-gd) · 1979 (m-v-md-vd-gd) · 1980 (m-v-md-vd-gd) · 1981 (m-v-md-vd-gd) · 1982 (m-v-md-vd-gd) · 1983 (m-v-md-vd-gd) · 1984 (m-v-md-vd-gd) · 1985 (m-v-md-vd-gd) · 1986 (m-v-md-vd-gd) · 1987 (m-v-md-vd-gd) · 1988 (m-v-md-vd-gd) · 1989 (m-v-md-vd-gd) · 1990 (m-v-md-vd-gd) · 1991 (m-v-md-vd-gd) · 1992 (m-v-md-vd-gd) · 1993 (m-v-md-vd-gd) · 1994 (m-v-md-vd-gd) · 1995 (m-v-md-vd-gd) · 1996 (m-v-md-vd-gd) · 1997 (m-v-md-vd-gd) · 1998 (m-v-md-vd-gd) · 1999 (m-v-md-vd-gd) · 2000 (m-v-md-vd-gd) · 2001 (m-v-md-vd-gd) · 2002 (m-v-md-vd-gd) · 2003 (m-v-md-vd-gd) · 2004 (m-v-md-vd-gd) · 2005 (m-v-md-vd-gd) · 2006 (m-v-md-vd-gd) · 2007 (m-v-md-vd-gd) · 2008 (m-v-md-vd-gd) · 2009 (m-v-md-vd-gd) · 2010 (m-v-md-vd-gd) · 2011 (m-v-md-vd-gd) · 2012 (m-v-md-vd-gd) · 2013 (m-v-md-vd-gd) · 2014 (m-v-md-vd-gd) · 2015 (m-v-md-vd-gd) · 2016 (m-v-md-vd-gd) · 2017 (m-v-md-vd-gd) · 2018 (m-v-md-vd-gd) · 2019 (m-v-md-vd-gd) · 2020 · 2021 (m-v-md-vd-gd) · 2022 (m-v-md-vd-gd) · 2023 (m-v-md-vd-gd) · 2024 (m-v-md-vd-gd)
Lijst van Wimbledonwinnaars · Toernooien per editie